# Clare Wood
Clare Jacqueline Wood (* 8. März 1968 in Zululand, Südafrika) ist eine ehemalige britische Tennisspielerin.

## Karriere
Clare Wood begann ihre Profikarriere 1984. Sie gewann einen ITF-Titel im Einzel sowie einen WTA- und sechs ITF-Titel im Doppel. Im Mai 1994 erreichte sie mit Platz 77 der Weltrangliste ihr bestes Ranking im Einzel und im Oktober 1996 mit Position 59 im Doppel. Sie war vorübergehend die Nummer 1 im britischen Damentennis. Im Fed Cup nahm Wood an 36 Begegnungen teil, sie gewann 34 ihrer 52 Partien. 1998 beendete sie ihre Karriere.
Danach setzte sich Wood weiterhin für ihren Sport ein. Von 1999 bis 2002 war sie Turniersupervisor auf der WTA Tour und anschließend Assistenzschiedsrichterin in Wimbledon, wo sie darüber hinaus für die Qualifikations- und Jugendwettbewerbe verantwortlich war. Zudem war sie Assistenzschiedsrichterin beim olympischen Tennisturnier 2004.
Clare Wood leitete zahlreiche Fed-Cup-Begegnungen, unter anderem das Endspiel im Jahr 2005. Bei den Olympischen Spielen 2012 war sie Competition Managerin des Tenniswettbewerbs.

## Turniersiege

### Einzel
| Nr. | Datum             | Turnier  | Belag     | Kategorie   | Finalgegnerin     | Ergebnis |
| --- | ----------------- | -------- | --------- | ----------- | ----------------- | -------- |
| 1.  | 8. September 1986 | Lissabon | Hartplatz | ITF $10.000 | María José Llorca | 6:2, 6:2 |

### Doppel
| Nr. | Datum             | Turnier        | Belag           | Kategorie   | Partnerin      | Finalgegnerinnen                     | Ergebnis        |
| --- | ----------------- | -------------- | --------------- | ----------- | -------------- | ------------------------------------ | --------------- |
| 1.  | 17. November 1986 | Croyden        | Teppich (Halle) | ITF $10.000 | Valda Lake     | Digna Ketelaar Simone Schilder       | 7:6, 2:6, 7:5   |
| 2.  | 8. Februar 1992   | WTA Wellington | Hartplatz       | WTA Tier V  | Belinda Borneo | Jo-Anne Faull Julie Richardson       | 6:0, 7:65       |
| 3.  | 17. Juli 1995     | Wilmington     | Hartplatz       | ITF $25.000 | Tessa Price    | Catherine Barclay-Reitz Audra Keller | 3:6, 6:1, 6:1   |
| 4.  | 2. März 1996      | Southampton    | Teppich (Halle) | ITF $50.000 | Valda Lake     | Laura Golarsa Tina Križan            | 6:4, 4:6, 6:3   |
| 5.  | 17. August 1996   | Bronx          | Hartplatz       | ITF $25.000 | Nanne Dahlman  | Liezel Horn Christina Papadaki       | 6:2, 6:3        |
| 6.  | 28. Februar 1997  | Bushey         | Teppich (Halle) | ITF $25.000 | Olga Lugina    | Kirstin Freye Olena Tatarkowa        | 7:66, 6:76, 6:1 |
| 7.  | 21. März 1998     | Jaffa          | Hartplatz       | ITF $10.000 | Helen Reesby   | Limor Gabai Kate Warne-Holland       | 7:5, 7:5        |

## Abschneiden bei Grand-Slam-Turnieren

### Einzel
| Turnier         | 1985 | 1986  | 1987 | 1988 | 1989 | 1990 | 1991 | 1992 | 1993 | 1994 | 1995 | 1996 | 1997 | Karriere |
| --------------- | ---- | ----- | ---- | ---- | ---- | ---- | ---- | ---- | ---- | ---- | ---- | ---- | ---- | -------- |
| Australian Open | —    | n. a. | —    | 1    | 1    | 1    | 3    | 1    | 1    | 1    | Q2   | 1    | —    | 3        |
| French Open     | —    | —     | —    | 1    | Q1   | Q2   | 1    | Q2   | 1    | 2    | Q1   | Q1   | —    | 2        |
| Wimbledon       | 1    | —     | 1    | 1    | 2    | 1    | 1    | 1    | 2    | 1    | 1    | 1    | 1    | 2        |
| US Open         | —    | —     | —    | 1    | Q2   | 2    | 1    | 2    | 2    | 1    | Q1   | Q1   | —    | 2        |

Zeichenerklärung: S = Turniersieg; F, HF, VF, AF = Einzug ins Finale / Halbfinale / Viertelfinale / Achtelfinale; 1, 2, 3 = Ausscheiden in der 1. / 2. / 3. Hauptrunde; Q1, Q2, Q3 = Ausscheiden in der 1. / 2. / 3. Runde der Qualifikation; n. a. = nicht ausgetragen

### Doppel
| Turnier         | 1987 | 1988 | 1989 | 1990 | 1991 | 1992 | 1993 | 1994 | 1995 | 1996 | 1997 | 1998 | Karriere |
| --------------- | ---- | ---- | ---- | ---- | ---- | ---- | ---- | ---- | ---- | ---- | ---- | ---- | -------- |
| Australian Open | —    | 1    | 1    | 1    | 2    | AF   | 2    | 2    | 1    | AF   | 2    | 1    | AF       |
| French Open     | —    | —    | 1    | —    | AF   | AF   | 1    | 1    | 1    | 2    | 1    | —    | AF       |
| Wimbledon       | 1    | 1    | 2    | 1    | 2    | 1    | AF   | 1    | 2    | 1    | AF   | —    | AF       |
| US Open         | —    | —    | 1    | —    | 2    | 2    | 1    | 1    | 1    | 1    | 1    | —    | 2        |

### Mixed
| Turnier         | 1989 | 1990 | 1991 | 1992 | 1993 | 1994 | 1995 | 1996 | 1997 | Karriere |
| --------------- | ---- | ---- | ---- | ---- | ---- | ---- | ---- | ---- | ---- | -------- |
| Australian Open | —    | —    | —    | 1    | —    | —    | —    | —    | —    | 1        |
| French Open     | —    | —    | 1    | AF   | —    | —    | AF   | —    | 1    | AF       |
| Wimbledon       | 1    | —    | 1    | 1    | 2    | 1    | VF   | 1    | 2    | VF       |
| US Open         | —    | —    | —    | —    | —    | —    | —    | —    | —    | —        |